# 鍋島村
鍋島村（なべしまむら）は、佐賀県にあった村で、佐賀郡に属していた。

## 地理
現在の佐賀市の北西部に位置し、村の西に嘉瀬川が、村の東に多布施川が流れる。

### 隣接する市町村
- 佐賀市
- 佐賀郡川上村・春日村
- 小城郡三日月村

## 歴史

### 近現代
- 1889年4月1日 - 町村制施行により佐賀郡八戸溝村, 森田村, 鍋島村, 蠣久村, 八戸村が合併し佐賀郡鍋島村が発足
- 1954年10月1日 - 佐賀市に編入。

## 地域

### 小学校
- 村立
  - 鍋島小学校

## 交通

### 鉄道
- 日本国有鉄道
  - 長崎本線：鍋島駅

## 関連文献
- 鍋島村『鍋島村誌』1941年。NDLJP:1034868。